# 楊毓泗
杨毓泗（1864年—1921年），字润东，號子泉，山东济宁州（今济宁市）东门大街人。

## 生平
光绪二十九年（1903年）中举。次年，中末科进士，殿试名列二甲，授翰林院庶吉士。光绪三十一年（1905年）被选赴日本留学。三十四年（1908年）回国，加侍讲学士衔。宣统元年（1909年）被公推其新成立之山东省咨议局议长。
辛亥革命爆发，山东巡抚孙宝琦宣布独立，杨毓泗被推选为山东都督，但无实权。旋回乡，著《抱滕轩诗文集》。民国三年（1914年），绥远都统潘榘楹聘其参赞军务，又因身体不适辞职。回乡后，创办因利局，筹集资金发展地方赈济、慈善事业。还重修砚水桥，整修太白楼、古南池、浣笔泉等古迹。民国十年（1921年）病逝。